# Croghan Hill

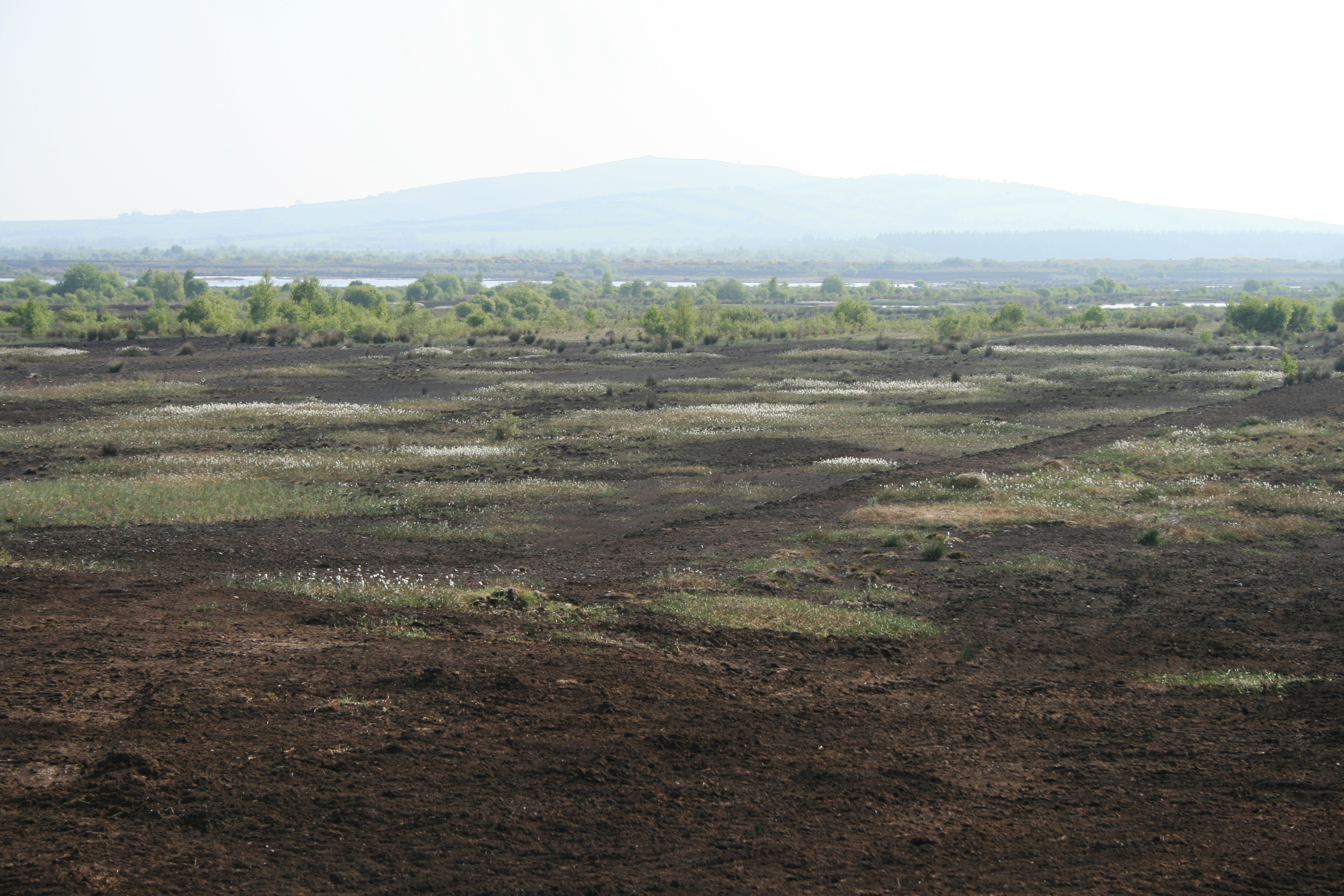
Bog of Allen mit dem Croghan Hill

Der Croghan Hill (irisch Cnoc Cruacháin oder Cruachán Brí Éile) ist ein 234 Meter hoher Hügel im Bog of Allen (Moor) etwa 16,0 km nordöstlich von Tullamore im Norden des County Offaly, in Irland. Ein gleichnamiger Hügel liegt im County Donegal.
Die Reste des erloschenen Vulkans dominieren die Ebenen. In der irischen Mythologie wird der als heilig angesehene Hügel, der ein Portal zur Anderswelt war, als Brí Éile erwähnt.
- Auf dem Gipfel befindet sich ein nicht ausgegrabener Grabhügel aus der Stein- oder Bronzezeit, der angeblich Inaugurationsstätte der Könige von Uí Failghe (Offaly) war.
- Am Osthang befinden sich ein alter Friedhof, ein Cillin und die Reste einer mittelalterlichen Kirche, die nach dem Bischof Mac Caille benannt wurde, der mit Saint Patrick in Verbindung gebracht wurde.
- Am westlichen Fuß des Hügels befinden sich die Reste des mittelalterlichen O’Connor Faly’s Castle.
- Es gibt rund um den Hügel heilige Quellen.

Die Moorleiche des Old-Croghan-Mann, wurde in der Nähe von Daingean gefunden. Er starb, rituell getötet, zwischen 362 und 175 v. Chr. und scheint ein Mann von hohem Status oder König gewesen zu sein.
Die Schlacht von Tochar Cruacháin Brí Eile (oder Cruachán Brí Eile) fand laut den Annalen der vier Meister 1385 in der Nähe des Dorfes Croghan statt. Die Schlacht gegen die Normannen führten die siegreichen gälischen Streitkräfte, angeführt von Murchadh Ó Conchobhair.

## Mythologie
In den Macgnímartha Finn (dt. Fionns Jugendtaten) heißt es, dass jeden Samhain die Männer Irlands auf die Hügelkuppe gingen, um ein schönes Mädchen aus der Anderswelt zu umwerben, und jedes Jahr jemand auf mysteriöse Weise getötet wurde. Der Hügel hat auch Assoziationen mit der Göttin Brigid. Sie soll in der Nähe geboren sein und dort ein Wunder vollbracht haben, damit sie die Sümpfe, die den Hügel umgeben, überqueren konnte.
Am St. Patrick’s Day, besteigen die Menschen den Hügel und zünden den Ginster an. Das ist eine alte Tradition und man glaubt, dass es Krankheiten abwehrt, wenn man das Vieh durch den brennenden Ginster treibt.